# Le Roux (Fosses-la-Ville)
Le Roux (wa. Rou-dlé-Fosse) – dzielnica (section) miasta Fosses-la-Ville w Belgii, w Regionie Walońskim, w prowincji Namur, w okręgu Namur. 1 stycznia 2020 roku liczyła 1547 mieszkańców. Do 31 grudnia 1976 r. samodzielna gmina.  

## Demografia
Liczba mieszkańców, stan na 1 stycznia:
| Rok                | 1930 | 1947 | 1961 | 2020 |
| ------------------ | ---- | ---- | ---- | ---- |
| Liczba mieszkańców | 692  | 636  | 682  | 1547 |